# ヘンリーザナビゲーター
ヘンリーザナヴィゲーター (Henrythenavigator) はアイルランドの競走馬。おもな勝ち鞍は2008年の2000ギニー、アイリッシュ2000ギニー、セントジェームズパレスステークス、サセックスステークス。2009年より種牡馬になった。命名の由来はポルトガルのエンリケ航海王子。

## 競走馬時代
アイルランドのクールモアグループの持ち馬として、同グループの専属調教師であるエイダン・オブライエン厩舎に預けられる。2007年、2歳になったヘンリーザナヴィゲーターは5月6日のデビュー戦を圧勝すると、続くG2競走のコヴェントリーステークスも制覇する。しかし、続くG1フィーニクスステークスは2着、G2フューチュリティステークスは、後にこの年のカルティエ賞最優秀2歳牡馬に選出されたニューアプローチの3着と惜敗が続いた。
年が明けて2008年の初戦は2000ギニーとなった。レースは前走で敗れたニューアプローチが先頭に立ちレースを引っ張る形となる。そのままニューアプローチが先頭を譲らず、じわじわと後続を引き離しにかかるも、残り1ハロンでヘンリーザナヴィゲーターが脚を伸ばし、ゴール前でハナ差交わして優勝。ニューアプローチに雪辱を果たしたと同時に、G1初制覇となった。鞍上のジョニー・ムルタ騎手はこれが同レース初勝利であった。
続いて、アイリッシュ2000ギニーに出走。ここでもニューアプローチと顔を合せたが、外側からそのニューアプローチを交わして2馬身近くつけて快勝。前年のコックニーレベルに続くイギリス・アイルランド2000ギニー制覇となった。
イギリス・アイルランドの2000ギニーを制したあとは、二冠を目指してダービーステークスへ出走するというプランもあったが、降雨のため馬場が得意としている堅良馬場にならないと判断しダービーを回避して、セントジェームズパレスステークスに出走した。レースでは、後方で脚をため、最終コーナーで徐々にポジションを押し上げ直線に入ると中団馬群をさばいて先頭に立ち、さらに後方から脚を伸ばしてきたレイヴンズパスを3/4馬身差抑え込み優勝。イギリス・アイルランド2000ギニーからセントジェームズパレスステークスと3連勝を飾ったのは、同厩舎、同馬主のロックオブジブラルタルが2001年に達成して以来。また、父キングマンボも同レースを制しており、父子制覇となった。
さらに続くサセックスステークスも勝利し、4連勝でG14勝目をあげた。だがG1競走5連勝を狙ったムーラン・ド・ロンシャン賞で5着に敗れて連勝はストップし、クイーンエリザベス2世ステークスと現役最後のレースとなったブリーダーズカップ・クラシックはともにレイヴンズパスに雪辱を許す形の2着と惜敗した。

### 競走成績
| 出走日     | 競馬場           | 競走名                     | 格 | 距離    | 着順 | 騎手           | 着差      | 1着（2着）馬     |
| ---------- | ---------------- | -------------------------- | -- | ------- | ---- | -------------- | --------- | ---------------- |
| 2007.05.06 | ゴーランパーク   | 未勝利                     |    | 芝7f    | 1着  | J.ヘファーナン | 7馬身     | (Dick Morris)    |
| 2007.06.19 | アスコット       | コヴェントリーS            | G2 | 芝6f    | 1着  | M.キネーン     | 3/4馬身   | (Swiss Franc)    |
| 2007.08.12 | カラ             | フェニックスS              | G1 | 芝6f    | 2着  | K.ファロン     | 1馬身     | Saoirse Abu      |
| 2007.08.25 | カラ             | フューチュリティS          | G2 | 芝7f    | 3着  | K.ファロン     | 3 1/4馬身 | New Approach     |
| 2008.05.03 | ニューマーケット | 2000ギニー                 | G1 | 芝8f    | 1着  | J.ムルタ       | ハナ      | (New Approach)   |
| 2008.05.24 | カラ             | 愛2000ギニー               | G1 | 芝8f    | 1着  | J.ムルタ       | 1 3/4馬身 | (New Approach)   |
| 2008.06.17 | アスコット       | セントジェームズパレスS    | G1 | 芝8f    | 1着  | J.ムルタ       | 3/4馬身   | (Raven's Pass)   |
| 2008.07.30 | グッドウッド     | サセックスS                | G1 | 芝8f    | 1着  | J.ムルタ       | アタマ    | （Raven's Pass） |
| 2008.09.07 | ロンシャン       | ムーラン・ド・ロンシャン賞 | G1 | 芝1600m | 5着  | J.ムルタ       | 2 1/4馬身 | Goldikova        |
| 2008.09.27 | アスコット       | クイーンエリザベス2世S     | G1 | 芝8f    | 2着  | J.ムルタ       | 1馬身     | Raven's Pass     |
| 2008.10.25 | サンタアニタ     | BCクラシック               | G1 | AW10f   | 2着  | J.ヴェラスケス | 1 3/4馬身 | Raven's Pass     |

※　Sはステークスの略。

## 種牡馬時代
2009年シーズンからケンタッキー州のアッシュフォードスタッドにて種牡馬入りする。初年度の種付け料は65,000ドル。2012年に初年度産駒デビュー。

### おもな産駒
- 2010年産
  - ペドロザグレート/Pedro The Great - フェニックスステークス
  - ジョージヴァンクーヴァー/George Vancouver - ブリーダーズカップ・ジュヴェナイルターフ
- 2011年産
  - スディルマン/Sudirman - フェニックスステークス
- 2015年産
  - ムガトゥー/Mugatoo - 豪・ニューカッスルゴールドカップ、豪・プレミアムカップ、豪・ジ・オールスターマイル

## 血統表
| ヘンリーザナビゲーターの血統キングマンボ系 / Raise a Native3×4=18.75%、Northern Dancer3×4=18.75%、Special4×4=12.50%、Native Dancer4×5×5=12.50% | ヘンリーザナビゲーターの血統キングマンボ系 / Raise a Native3×4=18.75%、Northern Dancer3×4=18.75%、Special4×4=12.50%、Native Dancer4×5×5=12.50% | ヘンリーザナビゲーターの血統キングマンボ系 / Raise a Native3×4=18.75%、Northern Dancer3×4=18.75%、Special4×4=12.50%、Native Dancer4×5×5=12.50% | （血統表の出典）       | （血統表の出典） |
| 父 Kingmambo 1990 鹿毛 | 父の父Mr. Prospector 1970 鹿毛 | Raise a Native | Native Dancer          | Native Dancer    |
| 父 Kingmambo 1990 鹿毛 | 父の父Mr. Prospector 1970 鹿毛 | Raise a Native | Raise You              |                  |
| 父 Kingmambo 1990 鹿毛 | 父の父Mr. Prospector 1970 鹿毛 | Gold Digger | Nashua                 | Nashua           |
| 父 Kingmambo 1990 鹿毛 | 父の父Mr. Prospector 1970 鹿毛 | Gold Digger | Sequence               |                  |
| 父 Kingmambo 1990 鹿毛 | 父の母Miesque 1984 鹿毛 | Nureyev | Northern Dancer        | Northern Dancer  |
| 父 Kingmambo 1990 鹿毛 | 父の母Miesque 1984 鹿毛 | Nureyev | Special                |                  |
| 父 Kingmambo 1990 鹿毛 | 父の母Miesque 1984 鹿毛 | Pasadoble | Prove Out              | Prove Out        |
| 父 Kingmambo 1990 鹿毛 | 父の母Miesque 1984 鹿毛 | Pasadoble | Santa Quilla           |                  |
| 母 Sequoyah 1998 鹿毛 | 母の父Sadler's Wells 1981 鹿毛 | Northern Dancer | Nearctic               | Nearctic         |
| 母 Sequoyah 1998 鹿毛 | 母の父Sadler's Wells 1981 鹿毛 | Northern Dancer | Natalma                |                  |
| 母 Sequoyah 1998 鹿毛 | 母の父Sadler's Wells 1981 鹿毛 | Fairy Bridge | Bold Reason            | Bold Reason      |
| 母 Sequoyah 1998 鹿毛 | 母の父Sadler's Wells 1981 鹿毛 | Fairy Bridge | Special                |                  |
| 母 Sequoyah 1998 鹿毛 | 母の母Brigid 1991 栗毛 | Irish River | Riverman               | Riverman         |
| 母 Sequoyah 1998 鹿毛 | 母の母Brigid 1991 栗毛 | Irish River | Irish Star             |                  |
| 母 Sequoyah 1998 鹿毛 | 母の母Brigid 1991 栗毛 | Luv Luvin' | Raise a Native         | Raise a Native   |
| 母 Sequoyah 1998 鹿毛 | 母の母Brigid 1991 栗毛 | Luv Luvin' | Ringing Bells F-No.9-b |                  |

- 全姉クイーンクレオパトラはアイルランドのG3勝ち馬。愛1000ギニーと仏オークスで3着。
- 母セコイヤはモイグレアスタッドステークス勝ち馬。
- 母の全妹リッスンはフィリーズマイル[2]勝ち馬。2011年に繁殖牝馬として日本に輸入されており、産駒にローズステークス勝ち馬のタッチングスピーチ、孫に阪神ジュベナイルフィリーズ・ヴィクトリアマイル勝ち馬のアスコリピチェーノがいる。
- 祖母の全姉オアビジョンはドルフィンストリート[3]（フォレ賞）、インサイト（E.P.テイラーステークス）、サフロンウォルデン[4]（愛2000ギニー）の3頭のG1馬の母。